# Strücken (Rinteln)
Strücken ist ein Ortsteil der Stadt Rinteln im niedersächsischen Landkreis Schaumburg.

## Geografie und Verkehrsanbindung
Der Ortsteil liegt südöstlich des Kernbereichs von Rinteln. Die Weser fließt nördlich. Zusammen mit Hohenrode wird innerhalb der Stadt Rinteln die Ortschaft Hohenrode-Strücken gebildet.
Am nördlichen Ortsrand verläuft die Landesstraße L 433, westlich die B 238.
Im Ort steht der Sender Rinteln.

## Politik
Der Ortsrat, der die Rintelner Ortsteile Hohenrode und Strücken gemeinsam vertritt, setzt sich aus sieben Mitgliedern zusammen. Die Ratsmitglieder
werden durch eine Kommunalwahl für jeweils fünf Jahre gewählt.
Bei der letzten Kommunalwahl 2021 ergab sich folgende Sitzverteilung:
| Ortsrat 2021Insgesamt 7 Sitze - SPD: 1 - Grüne: 1 - DGH: 2 - DGS: 2 - CDU: 1 |